# گمینا اوشک (استان اشوی‌داشکسیه)
گمینا اوشک (استان اشوی‌داشکسیه) (به لهستانی:  Gmina Osiek) یک گمینا در لهستان است که در شهرستان ستاشوف واقع شده‌است. گمینا اوشک ۱۲۹٫۳۰ کیلومتر مربع مساحت و ۷٬۹۰۴ نفر جمعیت دارد.